# ماركوس روس
ماركوس روس (بالإنجليزية: Monty Ross)‏ هو منتج أفلام وممثل أمريكي، ولد في 7 مارس 1957 في الولايات المتحدة.

## أعمال

### أفلام
- (1989) افعل الصواب
- (1992) مالكوم إكس[4]

## وصلات خارجية
- ماركوس روس على موقع IMDb (الإنجليزية)
- ماركوس روس على موقع ألو سيني (الفرنسية)
- ماركوس روس على موقع أول موفي (الإنجليزية)
- ماركوس روس على موقع قاعدة بيانات الأفلام السويدية (السويدية)
- ماركوس روس على موقع قاعدة بيانات الفيلم (الإنجليزية)
- ماركوس روس على موقع كينوبويسك (الروسية)